# Port lotniczy Dəllər
Port lotniczy Dəllər – port lotniczy położony w Dəllər, w Azerbejdżanie. Obsługuje głównie połączenia krajowe.